# Nicolae Bălțățeanu
Nicolae Bălțățeanu (n. 26 noiembrie 1893, Turnu Severin, Mehedinți, România – d. 27 februarie 1956, București, România) a fost un actor român.

## Biografie
A urmat cursurile Academiei de muzică și artă dramatică, clasa Theodor Stoenescu, care era și directorul academiei. Ion Livescu l-a văzut jucând rolul principal în piesa Severo ToreIli, piesă jucată în 1914, la sfârșit de an, și l-a sfătuit să se înscrie la Conservator, sfat pe care Nicu Bălțățeanu l-a și urmat. În primul an de conservator a făcut o serie de turnee sub conducerea lui Lică Teodorescu. În 1916 a absolvit conservatorul.
A debutat în 1917 pe scenele teatrelor particulare. Din 1918 până la sfârșitul vieții a jucat pe scena Teatrului Național din București. A jucat în Azilul de noapte de Maxim Gorki, Trei surori de Anton P. Cehov, Tartuffe de Molière, Hagi Tudose de Barbu Ștefănescu Delavrancea etc.
A fost distins cu titlul de Artist al Poporului (1951).
A decedat în 1956 și a fost înmormântat în Cimitirul Bellu.

## Premii
- Premiul de Stat al Republicii Populare Române pentru lucrările de o deosebită valoare efectuate în anul 1949 în domeniul Regiei și execuției Teatrale, clasa I-a (8 martie 1951), „pentru punerea în scenă și interpretarea piesei «Undeva într’o țară» de N. Virta”[6]

## Distincții
- Ordinul „Meritul Cultural” în gradul de Cavaler cl. II, pentru teatru (23 septembrie 1942)[7]
- titlul de Artist al Poporului din Republica Populară Română (28 aprilie 1951)[8]
- Medalia „A cincea aniversare a Republicii Populare Române” (24 decembrie 1952) „pentru lupta și munca duse în vederea făuririi, consolidării și prosperării Republicii Populare Române”[9]

## Vezi și
- Hagi-Tudose